# François-Étienne Damas
Pour les articles homonymes, voir Damas (homonymie).
 (juin 2022).
Si vous disposez d'ouvrages ou d'articles de référence ou si vous connaissez des sites web de qualité traitant du thème abordé ici, merci de compléter l'article en donnant les références utiles à sa vérifiabilité et en les liant à la section « Notes et références ».
François-Étienne Damas, né le 22 juin 1764 à Paris, où il est mort le 22 décembre 1828, est un général français de la Révolution et de l’Empire. Fils d'un maître menuisier, il devient général à 29 ans. Il se distingue lors siège de Mayence (1793), de la campagne d'Égypte de Napoléon Bonaparte, ainsi que pendant la campagne de Russie en 1812, notamment au passage de la Bérézina.

## Biographie

### Famille
Fils d’Étienne Damas, maître menuisier, et d’Anne Élisabeth, née Courtois, Il a un frère, le général François Auguste Damas, mort à 38 ans à la bataille de la Moskova (victoire de Napoléon sur la route de Moscou) pendant le campagne de Russie en 1812.

### États de service

#### Guerres de la Révolution française

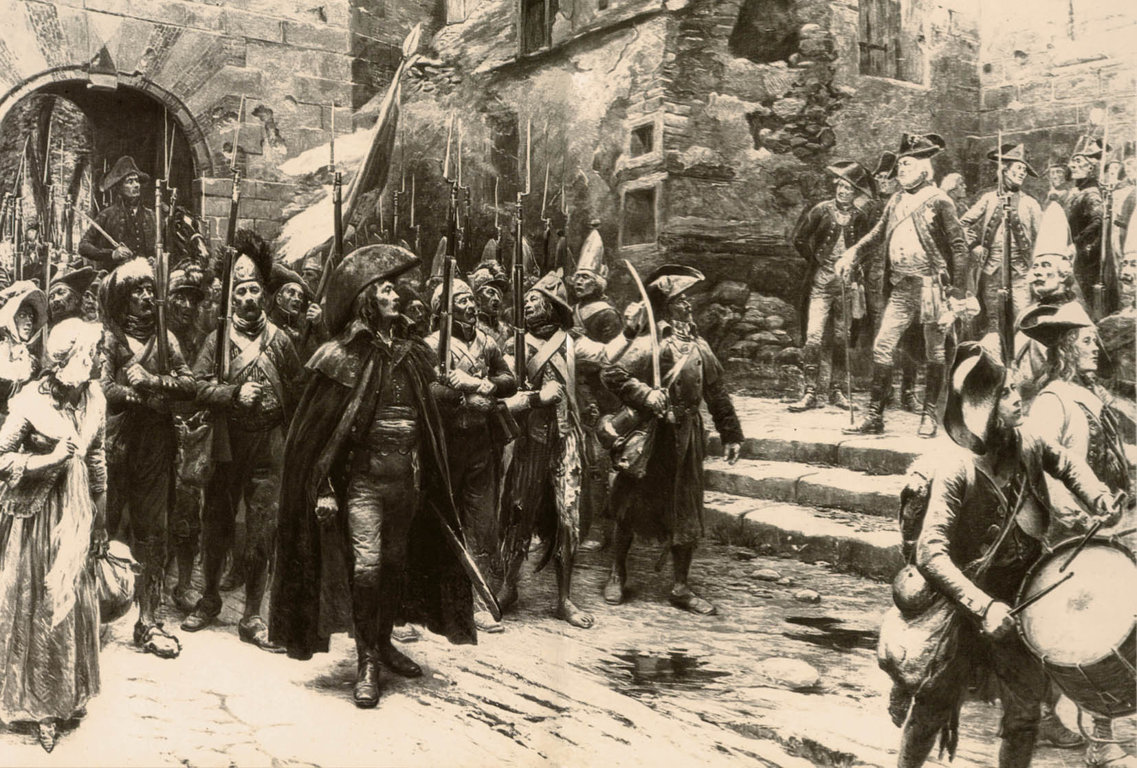
Reddition de Mayence, huile sur toile d'Alphonse Lalauze, 1908.

Damas se destinait à l'architecture. Le 14 juillet 1789, il est garde national, et sert au camp sous Paris en 1792. Ses connaissances en mathématiques le font choisir comme aide-de-camp par le général du génie Meusnier, lorsque celui-ci vient prendre son commandement à Paris. Il le suit à l'armée du Rhin commandée par Custine. Il est dans Mayence assiégée en 1793 et se trouve près du général Meusnier lorsque celui-ci est blessé mortellement en traversant le Main à Cassel. Goethe rapporte que Damas montait le cheval du général Meusnier et portait son épée lors du retour de la dépouille de son général.
Nommé adjudant-général chef d'état-major de Kléber, puis général de brigade le 27 novembre 1793, il se distingue au passage du Rhin, où il enlève à la baïonnette une position des Autrichiens et a la jambe traversée par une balle, au moment où selon l'expression de Jourdan, il montrait à l'armée le chemin de la victoire.

#### Campagne d'Égypte de Napoléon

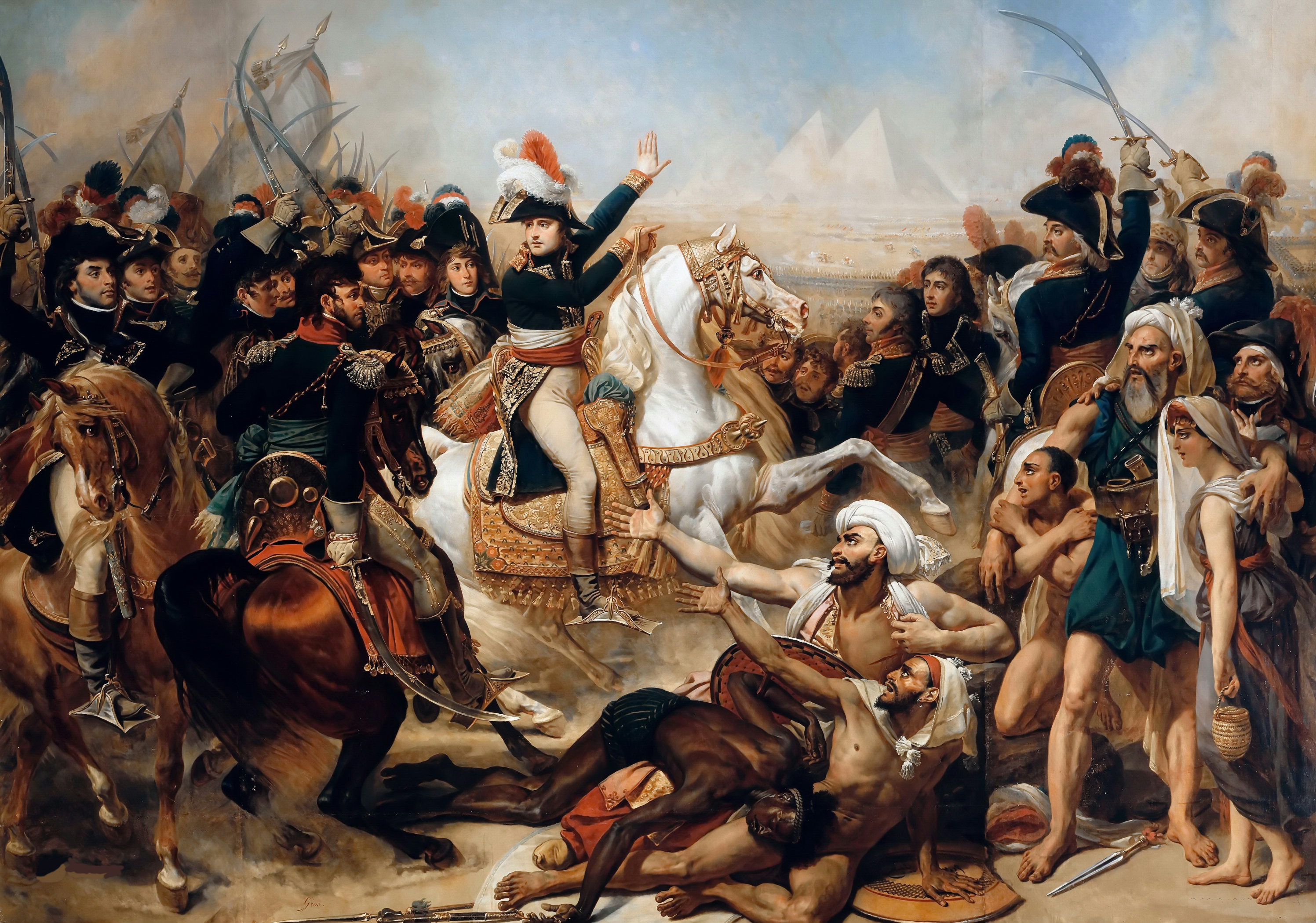
La bataille des Pyramides, huile sur toile de Antoine-Jean Gros, 1810.

Depuis il continue à figurer avec éclat dans toutes les rencontres où il se trouve. Durant la campagne d'Égypte, à l'assaut d'Alexandrie, à la prise de Rosette, au combat de Chebreiss, à la bataille des Pyramides, au combat de Ghemélié. Il prend part à la destruction du camp des Mamelouks devant El-Arichet, et est atteint de la peste à Jaffa. Nommé général de division le 1er septembre 1799, il commande une partie de la Haute-Égypte après la mort de Kléber, dont il est son plus intime ami et avec lequel il avait déjeuné le jour de son assassinat au Caire, le 14 juin 1800.

#### Disgrâce, traversée du désert et campagne de Russie en 1812

La retraite de Moscou de Napoléon en 1812, peinture du Prussien Adolphe Northen, à laquelle se distingue Damas.

Après la bataille imprudemment livrée par Menou, le général Damas, critique envers les décisions militaires prises par ce dernier, il est mal traité dans les rapports envoyés à Paris et est disgracié par Napoléon Bonaparte, il quitte le service et on le laisse cinq ans sans emploi. Il est compromis dans le procès de Jean Victor Marie Moreau, et rendu à la liberté par l'intercession de Joachim Murat. Celui-ci, devenu grand-duc de Berg, l'emploie comme secrétaire d'État et commandant militaire (1806). Il fait la campagne de Russie en 1812, se distingue au passage de la Bérézina. Il reste général de division de la 1re Division à Mayence jusqu'à la rétrocession de la forteresse de Mayence aux Alliés en mai 1814. Puis revient dans le duché de Berg, et rentre en France en 1815 avec le titre d'inspecteur général d'infanterie. Il est nommé par le roi Louis XVIII colonel d'armes, commandant la garde royale de Paris (depuis gendarmerie royale), inspecteur général d'infanterie pendant les Cent-Jours, et conserve ces fonctions de 1816 à sa mort. L'oraison funèbre est prononcée par le général Belliard, et qui se termine par "Repose en paix, homme de Bien".
Son nom est inscrit en 1836, pilier sud de l'Arc de Triomphe, sur la 26e colonne.

## François-Étienne Damas vu par ses pairs
Le Baron Ernouf, dans sa biographie dédiée à Kléber, évoque le général Damas en ces termes : " aussi intrépide qu'intelligent, il était aussi bon chef d'Etat-major que Berthier et meilleur général".
Le général Thoumas, dans "ses grands cavaliers" range le général Damas dans cette catégorie de généraux, qui "maltraités par la destinée ou disgraciés par l'Empereur Napoléon, n'ont pas obtenu dans l'Histoire la place qui leur était due"
Il est inhumé au cimetière du Montparnasse à Paris dont il est inscrit sur la pierre tombale: " ICI REPOSE le lieutenant Général Etienne François DAMAS, chef d'Etat Major de Kléber en Egypte et son plus intime ami" (1re section).

## Iconographie
- Portrait en miniature par J. Guérin, Salon de 1826. Ce portrait fut prêté par le commandant Damas en 1938 pour l'exposition Bonaparte en Égypte, no 257 du catalogue.

## Source
Cet article comprend des extraits du Dictionnaire Bouillet. Il est possible de supprimer cette indication, si le texte reflète le savoir actuel sur ce thème, si les sources sont citées, s'il satisfait aux exigences linguistiques actuelles et s'il ne contient pas de propos qui vont à l'encontre des règles de neutralité de Wikipédia.
- « François-Étienne Damas », dans Charles Mullié, Biographie des célébrités militaires des armées de terre et de mer de 1789 à 1850, 1852 [détail de l’édition]